# Yeleswaram
Yeleswaram ou Elesvaram , est une ville du district de Kakinada dans l'État d'Andhra Pradesh en Inde. 
Selon le recensement de l'Inde de 2011, la localité compte une population de 32 927 habitants. Il possède le statut de panchayat depuis 1953 et celui de nagar panchayat depuis 2013. Son territoire administratif inclus les villages de Marriveedu, J. Annavaram, Lakkavaram, Ramanayyapeta, East Lakshmipuram, Lingamparthi, Yeleswaram, Tirumali, Peravaram, Bhadravaram, Yerravaram, Peddanapalle et Siripuram, pour une population totale de 77 965 habitants en 2011. Jusqu'en 2022, il appartenait au district du Godavari oriental.
Le nom du village provient du fleuve Yeleru, situé à proximité. Le barrage du Yeleru se trouve à Yeleswaram, son réservoir possède une capacité de 682 700 Mm3.